# يوكي يامادا
يوكي يامادا (باليابانية: 山田裕貴؛ بالكانا: やまだ ゆうき) هو ممثل ياباني، ولد في 18 سبتمبر 1990 في آيتشي في اليابان.

## وصلات خارجية
- يوكي يامادا على موقع IMDb (الإنجليزية)
- يوكي يامادا على موقع ألو سيني (الفرنسية)
- يوكي يامادا على موقع قاعدة بيانات الفيلم (الإنجليزية)